# Carcelia sphingum
Carcelia sphingum là một loài ruồi trong họ Tachinidae.